# Saona e Loira
Saona e Loira (in francese Saône-et-Loire /sone'lwaʁ/) è un dipartimento francese della regione Borgogna-Franca Contea (Bourgogne-Franche Comté). Il territorio del dipartimento confina con i dipartimenti della Côte-d'Or a nord, del Giura (Jura) a est, dell'Ain a sud-est, del Rodano (Rhône) a sud, della Loira (Loire) a sud-ovest, dell'Allier a ovest e della Nièvre a nord-ovest.
Le principali città, oltre al capoluogo Mâcon, sono Autun, Chalon-sur-Saône, Le Creusot, Montceau-les-Mines, Paray-le-Monial, Digoin, Gueugnon, Charolles e Louhans. Vi si trova inoltre la celebre Abbazia di Cluny.